# Vichitra vina
Vichitra vina är ett sydindiskt musikinstrument som är mycket lik en 
rudra vina. Instrumentet saknar band på greppbrädan och spelas med en glidare som en hawaiigitarr.